# デヴォン・グレイ
デヴォン・グレイ（Devon Graye, 1987年3月8日 - ）は、アメリカ合衆国の俳優。

## 来歴
1987年、カリフォルニア州マウンテンビューに生まれる。高校時代はイギリスで4年間過ごし、サンフランシスコのAmerican Conservatory Theaterで演劇を学びながら経験を積んだ。2006年にテレビ映画『A House Divided』で俳優デビュー。テレビシリーズ『デクスター 警察官は殺人鬼』等への出演で知られ、それ以外にも様々なテレビドラマや映画へ出演しており、今後が期待される俳優の一人である。

## 出演作品

### 映画
- A House Divided (2006) ※テレビ映画
- ワールドカップに恋をして Her Best Move (2007)
- Scar (2007)
- Wisegal (2008)
- メリー・クリスマス ドレイク&ジョシュ Merry Christmas, Drake & Josh (2008) ※テレビ映画
- Call of the Wild (2009)
- Legendary (2010)
- ガール・ファイトクラブ A Lure: Teen Fight Club (2010) ※ビデオ作品
- アヴァロン 千年の恋 Avalon High (2010) ※テレビ映画
- ザ・フィールド Husk (2011)
- エクソダス・フォール Exodus Fall (2011)
- レッド・ファクション: オリジンズ Red Faction: Origins (2011) ※テレビ映画
- The Discoverers (2012)
- Khumba (2013) ※声の出演
- 13の選択 13 Sins (2014)
- ラスト・ウィークエンド Last Weekend (2014)
- この世に私の居場所なんてない I Don't Feel at Home in This World Anymore (2017)
- NOPE/ノープ Nope (2022)

### テレビドラマ
- 女検察官アナベス・チェイス Close to Home (2007)
- デクスター 警察官は殺人鬼 Dexter (2006 - 2007)
- BONES Bones (2008)
- Novel Adventures (2008)
- CSI:マイアミ CSI: Miami (2008)
- レバレッジ 〜詐欺師たちの流儀 Leverage (2008)
- 女捜査官グレイス 〜 天使の保護観察中 Saving Grace (2009)
- CSI:科学捜査班 CSI: Crime Scene Investigation (2009)
- ディープ・エンド The Deep End (2010)
- The Protector (2011)
- ALPHAS/アルファズ Alphas (2011)
- ボディ・オブ・プルーフ 死体の証言 Body of Proof (2012)
- アメリカン・ホラー・ストーリー: 精神科病棟 American Horror Story (2012)
- ロングマイヤ Longmire (2013)
- Major Crimes 〜重大犯罪課 Major Crimes (2013)
- ナイトシフト 真夜中の救命医 The Night Shift (2014)
- メンタリスト The Mentalist (2015)
- THE FLASH/フラッシュ The Flash (2015-2018)
- S.W.A.T. S.W.A.T. (2018)

## 参照
1. ↑  “Devon Graye Biography”. 2014年7月19日閲覧。